# 俞飚
俞飚（1967年11月—），男，浙江湖州人，中国有机化学家，中国科学院上海有机化学研究所研究员、博士生导师，中国化学会会士，中国科学院院士。